# ARA San Juan (S-42)
Pour les articles homonymes, voir San Juan.
Le ARA San Juan (S-42) est un sous-marin diesel-électrique de la classe « Santa Cruz » (type TR-1700) en service dans la Marine argentine de 1985 à 2017, date de son naufrage, et dont l'épave est localisée le 16 novembre 2018.

## Historique

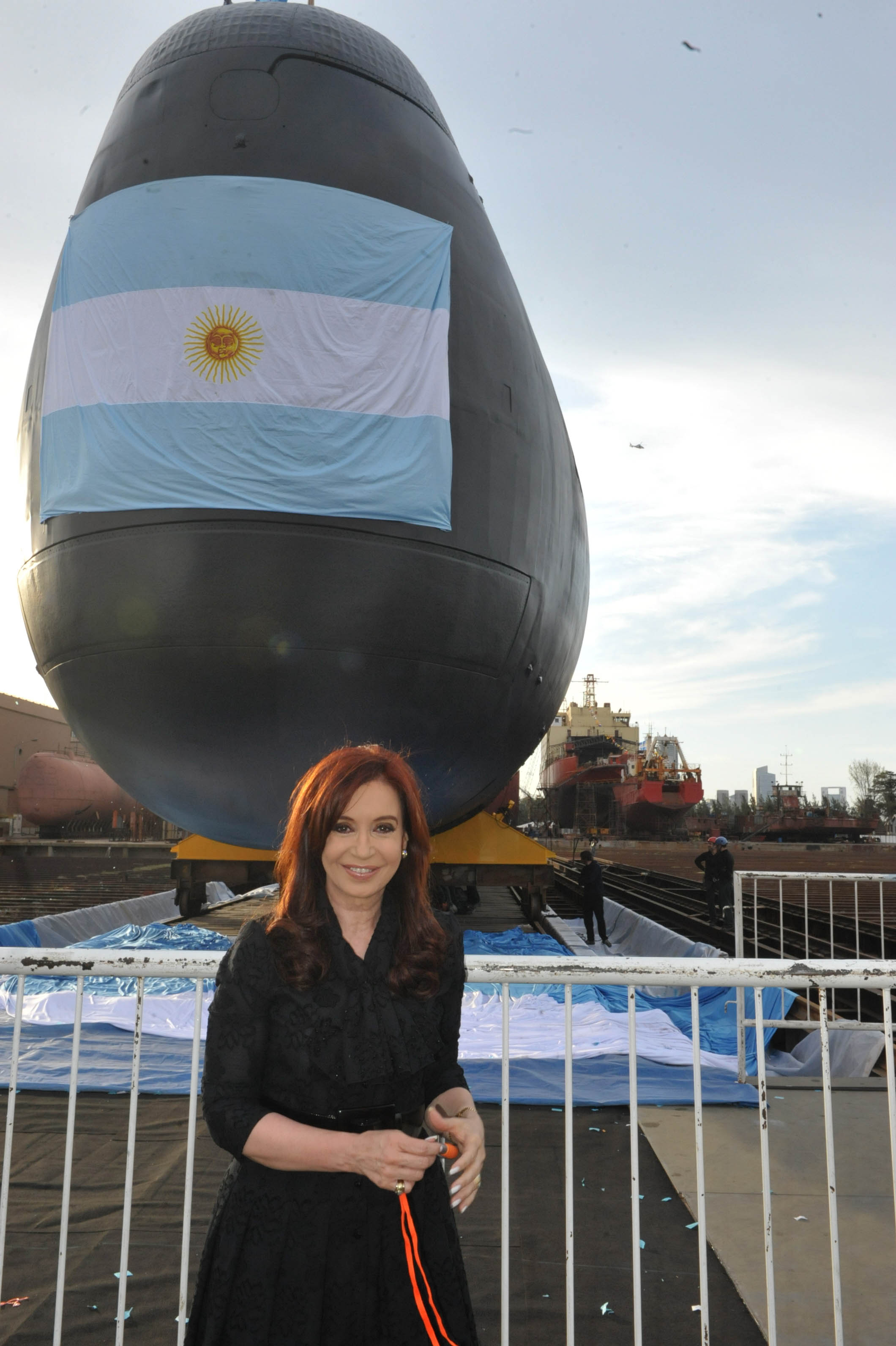
La présidente argentine Cristina Fernández de Kirchner devant le San Juan sur le chantier du CINAR le 27 septembre 2011.

Construit en Allemagne de l'Ouest par la société Thyssen Nordseewerke, le sous-marin est lancé en 1983 et transféré le 19 novembre 1985 à la Marine argentine. Ce sous-marin mesure 66 mètres et sa vitesse maximale est de 25 nœuds.
Entre le 23 mars et le 21 juin 1992, par ordre du commandant des opérations navales N ° 01/92 « C », il prend part à des exercices navals avec des navires de la Marine des États-Unis dans les eaux de la mer des Caraïbes. À cette occasion, il utilise la base navale de Roosevelt Roads, à Porto Rico.
Entre le 17 février et le 28 juin 1994, par ordre du commandant des opérations n ° 01/94 « C », il participe à l'opération « George Washington-FLEETEX 92/2 », en compagnie de navires américains dans les eaux de l'Atlantique Nord, au large de la base navale de Norfolk. Entre le 24 et le 28 mai, il participe à l'opération « PASSEX 24-94 » avec des unités de la Marine vénézuélienne en mer des Caraïbes, près du port de La Guaira.
Il fut totalement rénové dans le chantier naval Tandanor par le Complexe Industriel Naval Argentin (CINAR) entre aout 2007 et mai 2014 pour environ 100 millions de pesos argentins (4,86 millions d'euros au taux de change de septembre 2017) avec en outre le changement de ses quatre moteurs MTU, ce chantier a duré longtemps par manque de fonds et de main-d'œuvre qualifiée.
Tout au long de l'année 2014, il recharge ses batteries, effectue des essais en mer et retourne à Mar del Plata en escortant des unités et une force sous-marine.

### Naufrage

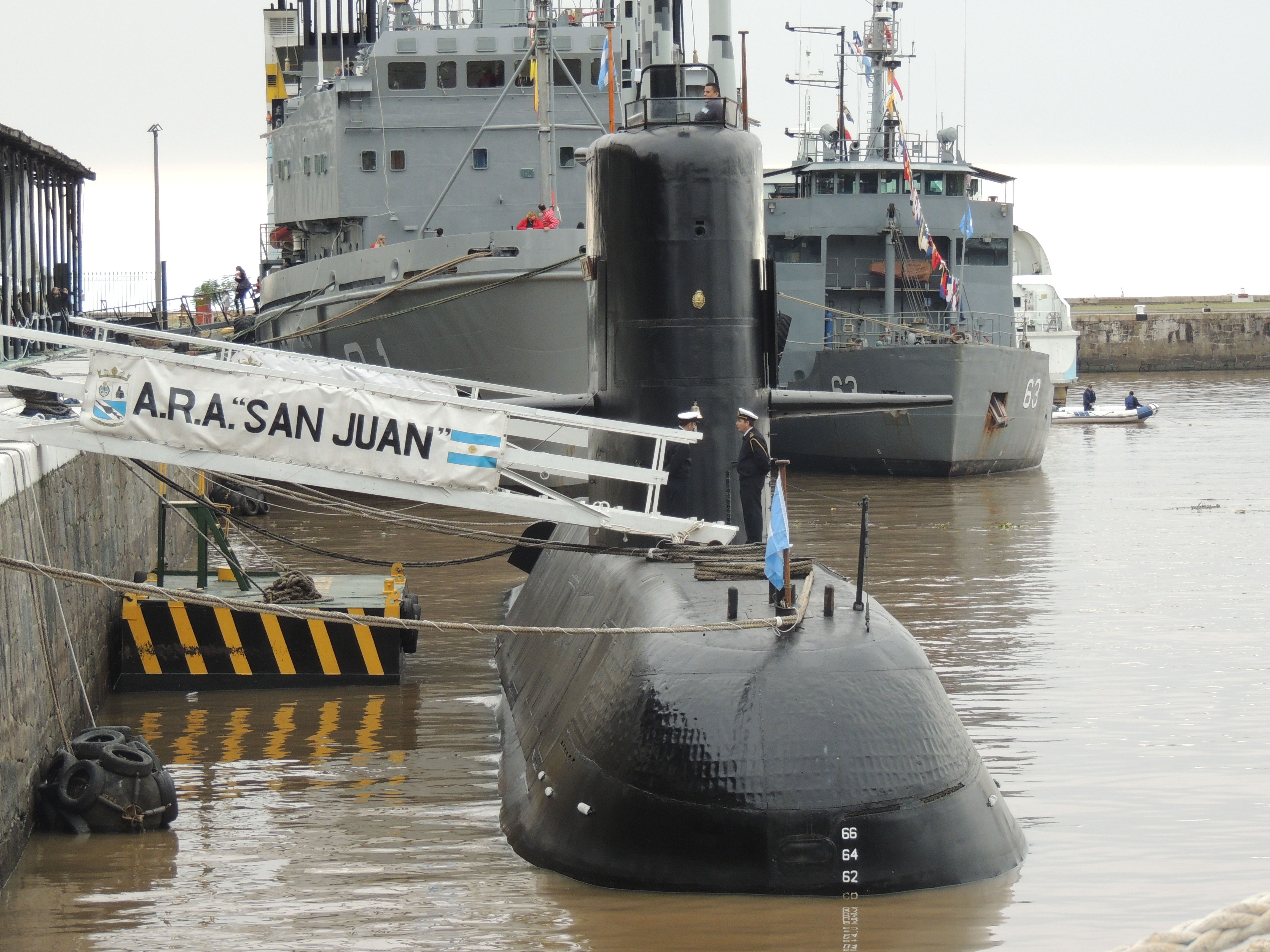
Le San Juan à quai le 14 mai 2017.

Le 17 novembre 2017, le commandement de la marine argentine a indiqué qu'il « n'a plus eu de contact » avec le sous-marin ARA San Juan (S-42) depuis que celui-ci a envoyé sa position pour la dernière fois le 15 novembre 2017 à 430 km de la côte argentine,. Le sous-marin effectuait des exercices de surveillance maritime dans la zone de Puerto Madryn. 
Selon le dernier message du Commandant Fernandez, il y a eu une avarie avec inondation dans le compartiment des batteries N°3. Après avoir fait surface et réparé, Fernandez n'a pas souhaité envoyer un message d'urgence à ses supérieurs, et aurait repris ses essais en immersion pour tester, vérifier et valider la réparation.
Le San Juan a implosé en 40 millisecondes emportant avec lui les 44 membres d'équipage à bord ce jour-là. Selon un rapport du Bureau américain du renseignement naval, le sous-marin a implosé sous l'effet d'une forte pression et a ensuite sombré à une vitesse d'environ 13 nœuds[réf. nécessaire].
Le 16 novembre 2018, le ministère de la Défense et la Marine argentine informent que l'investigation du point numéro 24 a permis la localisation positive de l'ARA San Juan à 800 mètres de profondeur,,,. L'épave, découverte par Ocean Infinity, une société maritime privée embauchée par le gouvernement argentin, gît à la position géographique 45° 56′ 59″ S, 59° 46′ 22″ O, à environ 250 milles marins (460 km) au sud-est de Comodoro Rivadavia.
Avant que l'épave ne soit découverte, les familles des victimes ont mené une intense campagne pour connaître le sort du sous-marin. Elles ont assuré avoir fait l'objet de filatures, d'écoutes téléphoniques et d'intimidations. L'ex-président argentin Mauricio Macri, en fonction au moment des faits, et deux anciens chefs du renseignement sont inculpés d'espionnage en décembre 2021.